# DJI
SZ DJI Technology Co., Ltd. (Dajiang Innovation Technology Co., кит. 大 疆 创新 科技 有限公司) — китайська приватна компанія, виробник квадрокоптерів, мікроконтролерів, відеообладнання. Один з піонерів і лідер ринку безпілотних літальних апаратів (БПЛА), інноватор на ринку літаючих дронів, контролерів для БПЛА і обладнання для стабілізації відеозйомки.
Головний офіс компанії розташований в Шеньчжені. У 2018 році почалося будівництво комплексу будівель, в який переїде штаб-квартира DJI. Проектуванням споруди займається архітектурне бюро Foster and Partners.

## Історія компанії

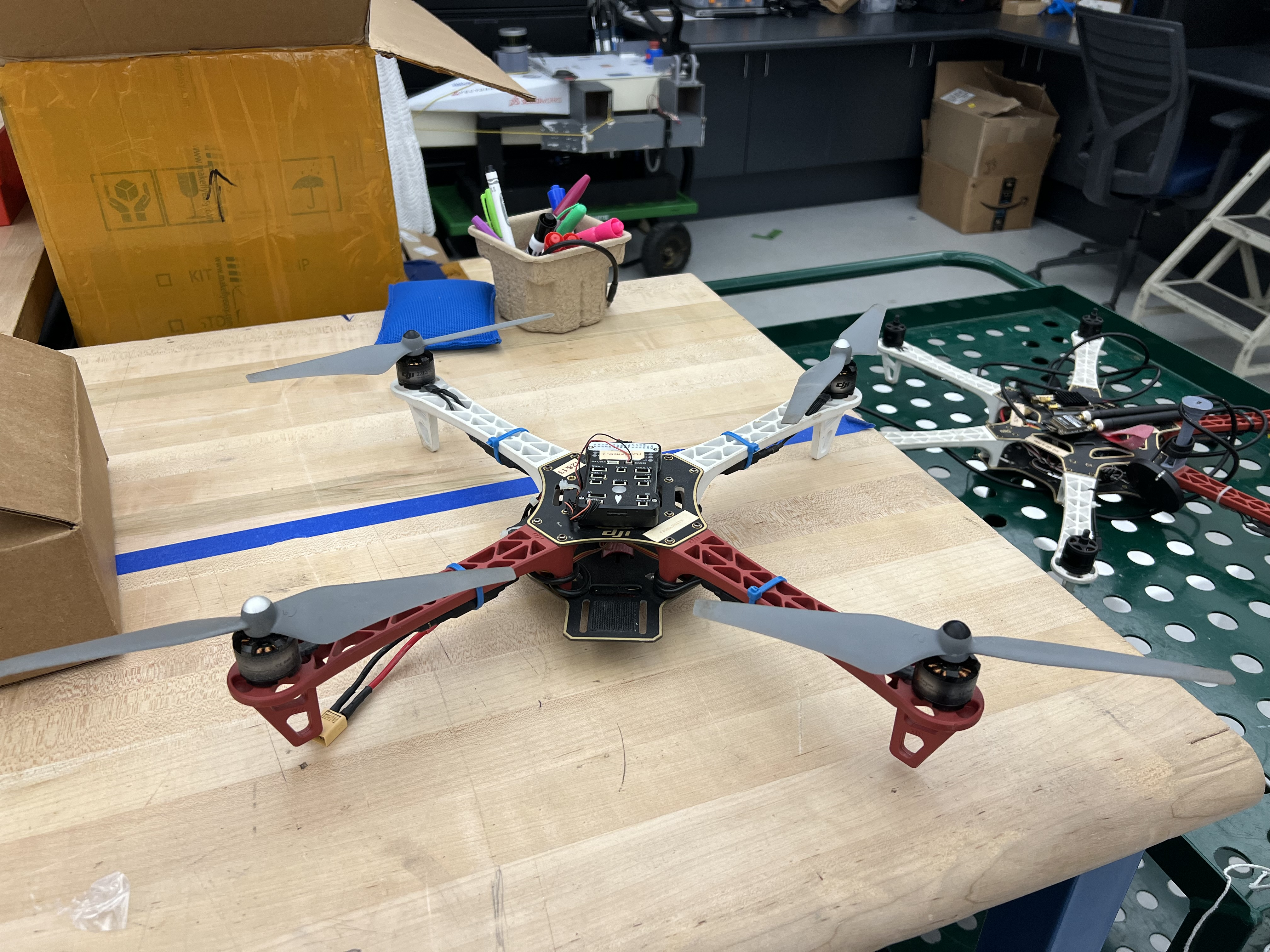
Перші моделі мультикоптерів DJI у 2012 році Flame Wheel 450 ARF KIT (скорочено F450) та F550 за задньому плані

Перші задуми, експерименти і досліди зі складанням прототипів, що віддалено нагадують майбутню продукцію компанії, почалися в стінах студентського гуртожитку в Гонконзі в 2006 році. Захоплення засновника компанії (в той час студента факультету електронної інженерії Гонконзького університету науки і технологій) Ван Тао безпілотними літальними апаратами (БПЛА) призвело до одиничного виробництва перших «прототипів» вартістю близько 6000 доларів, які були затребувані в основному різними організаціями, які проводили досліди з літальними дронами. Перші серійні контролери, які допомагали БПЛА літати по заданому на карті маршруту за допомогою супутникової навігації і повертатися в точку зльоту (XP3.1 WayPoint) були випущені в 2010 році і надійшли в продаж за дуже високою ціною - близько 10 тисяч доларів. Персонал компанії становив у 2010 році 10 - 20 чоловік, а виручка була всього кількасот тисяч доларів.
Спроби вдосконалення апаратів і здешевлення кінцевого продукту в період з 2006 по 2013 роки привели до появи більш масових моделей дронів, вартістю менше 800 доларів, що викликало несподіваний для засновника компанії масовий попит на них і призвело до різкого збільшення продажів, в тому числі не фахівців, а людей, просто бажаючих купити «літаючу камеру». Компанія зробила наголос на простоту використання і управління дронами і це зумовило масовий попит.
У 2013 році компанія представила на ринок флагманську модель квадрокоптера Phantom. Завдяки їй вдалося закінчити рік з виручкою в 130 млн доларів. А вже в 2014 році було продано близько 400 000 штук цієї моделі. Обіг 2015 року склав 500 млн доларів . На відміну від багатьох китайських технологічних компаній, DJI не виробляє пристрої на основі чужих конструкцій, не запозичує технології у кого-небудь, а сама є новатором на ринку БПЛА. У зв'язку з цим і з тим, що ринок дронів дуже енергійно розвивається, преса часто проводить паралелі між DJI і компанією Apple або називає DJI - «Apple серед дронів» .
Основними ключовими особами для компанії в момент її становлення були в першу чергу сам Ван Тао (45% акцій DJI) і його соратники - Колін Гвінн - керівник Американського філії зі збуту (покинув компанію через конфлікт з Ван Тао після судових розглядів у 2013 році ), Лі Цзесян - професор робототехніки (отримав 10% акцій, призначений головою ради директорів компанії), Лю Ді - друг сім'ї Вана (вклав в компанію в 2006 році $ 90 000, володіє 16% акцій), Свіфт Цзясе - університетський друг Вана ( заради підтримки компанії продав квартиру, отримав 14% акцій).
Наприкінці 2015 року стало відомо, що DJI придбала міноритарний пакет одного з відомих європейських виробників фото та відеообладнання - Hasselblad. Компанії оголосили про стратегічне партнерство, яке, на їхню думку, дозволить об'єднати сильні сторони обох компаній .
29 листопада 2018 року, компанія анонсувала випуск ультракомпактної камери DJI Osmo Pocket. Незважаючи на компактність, камера оснащена трьох осьовим стабілізаційним підвісом, та здатна записувати відео з роздільною здатністю 4K 60 кадрів в секунду. Габарити камери: 12,2 x 3,7 х 2,9 см, а її вага всього 116 грам.
У травні 2019 року була анонсована перша в асортименті компанії екшн камера DJI Osmo Action. На відміну від більшості екшн камер представлений на ринку (на той момент) DJI Osmo Action оснащувалась двома екранами, що особливо корисно для зйомки селфі та відеоблогів. Окрім додаткового екрану, камера пропонувала користувачу одну з найкращих систем цифрової стабілізації зображення RockSteady. Як і годиться для камер в цьому сегменті, Osmo Action має водонепроникний корпус що дозволяє занурюватись на глибину до 11 метрів, дозволяє записувати відео 4K 60 к/с, та 1080р 240 к/с.

## Сьогоднішній стан компанії
Директор компанії (виконавчий і технічний) - її засновник - Ван Тао . Основні ринки збуту - США (30% доходів), Європа (30%) і Азія (30%), решта припадає на Латинську Америку і Африку. За підсумками 2015 року компанія Dajiang Innovation Technology Co. (DJI), за результатами аналізу консалтингової компанії Frost & Sullivan, займала 70% світового ринку БПЛА. У 2015 році компанія DJI привернула черговий транш для фінансування своїх проектів і виробництва - за його підсумками DJI оцінили в $ 10 млрд.
Компанія вибрала кілька основних напрямків виробництва. На трьох власних заводах, персонал яких складає вже 2800 чоловік, вона виробляє як масову продукцію - недорогі і повністю готові до польоту квадрокоптера з камерами - Фантом (Phantom), так і більш професійні моделі квадрокоптерів - Inspire , Spreading Wings. Так само в лінійці виробництва знаходяться численні контролери для БПЛА (A2, Naza, і т. д.), відеообладнання та обладнання для стабілізації відеозйомки (Osmo, Ronin).
У березні 2016 року компанія випустила нову для ринку модель - Phantom 4. На думку видання PCMag Digital Group, в 10-ку «кращих дронів» станом на березень 2016 входили 4 моделі, що випускаються компанією DJI. Серед конкурентів називаються дрони компаній «Shenzhen Zero UAV Tech.Co., LTD» (Zero), «3D Robotics», «Horizon Hobby LLC», «Parrot», «Yuneec» , «Microdrones». У 2016 році розгорівся перший юридичний скандал на цьому ринку - DJI подала в суд на компанію Yuneec, яка представила на початку року свою нову модель на ринок. На думку DJI, компанія Yuneec порушила два її патенти .

## Курйозні випадки
Чималу роль для зростання популярності продукції компанії зіграли кілька курйозних подій із дронами DJI.
У січні 2015 року DJI Phantom полетів від нетверезого співробітника американської розвідки і розбився на галявині біля Білого дому, що викликало широке висвітлення цього випадку в пресі в усьому світі. 
У квітні 2015 року, коли дрон зі знаком радіації (і з вантажем радіоактивної землі з місця аварії на АЕС "Фукусіма-1") приземлився на дах резиденції прем'єр-міністра Японії Сіндзо Абе. "Не думаю, що варто надавати цим історіям значення. Вони навіть допомагають нам", - говорить про це Ван Тао. Програмне забезпечення коптерів DJI після цих випадків було модифіковано так, що дрони не можуть літати поблизу аеродромів і "заборонених зон".

## Система DJI AeroScope
16 березня 2022 року віцепрем'єр-міністр з інновацій, розвитку освіти, науки та технологій України Михайло Федоров опублікував у Twitter відкритого листа до компанії DJI, де заявив про здатність їх системи AeroScope в реальному часі ідентифіковувати та відстежувати місцезнаходження операторів дронів, висоту, швидкість та маршрут польоту БпЛА, що активно використовувалося Росією для наведення своїх ракет.

## Продукція
Мультикоптери:
- Ранні моделі
  - «Flame Wheel» F330 ARF Kit (10 лютого 2012)
  - «Flame Wheel» F450 ARF Kit
  - «Flame Wheel» F550 ARF (15 лютого 2012)
  - S800 (25 липня 2012)
  - S800 EVO (2 липня 2013)
  - S1000 (24 лютого 2014)
  - S900 (4 серпня 2014)
  - S1000+ (23 жовтня 2014)
- Cерія DJI Phantom:
  - Phantom (7 січня 2013)
  - Phantom 2 Vision (28 жовтня 2013)
  - Phantom 2 (16 грудня 2013)
  - Phantom FC40 (20 січня 2014)
  - Phantom 2 Vision+ (7 квітня 2014)
  - Phantom 3 Advanced (20 квітня 2016)
  - Phantom 3 Professional (20 квітня 2016)
  - Phantom 3 4K (20 квітня 2016)
  - Phantom 3 Standard (16 травня 2017)
  - Phantom 3 SE (25 липня 2017)
  - Phantom 4 (2 березня 2016)
  - Phantom 4 Pro (16 листопада 2016)
  - Phantom 4 Advanced (13 квітня 2017)
  - DJI Phantom 4 Pro Obsidian (24 серпня 2017)
  - Phantom 4 Pro V2.0 (8 травня 2018)
  - Phantom 4 RTK (15 жовтня 2018)
- Cерія DJI Mavic:
  - Mavic Pro (28 вересня 2016)
  - Mavic Pro Platinum (24 серпня 2017)
  - Mavic Standard
  - Mavic 2
  - Mavic 2 Pro (23 серпня 2018)
  - Mavic 2 Zoom (23 серпня 2018)
  - Mavic 2 Enterprise (29 жовтня 2018)
  - Mavic 2 Enterprise Advanced (15 грудня 2020)
  - DJI Mavic 3 (4 листопада 2021)
  - DJI Mavic 3 Enterprise (27 вересня 2022)
  - DJI Mavic 3 Classic (2 листопада 2022)
  - DJI Mavic 3 Multispectral (Mavic 3M) (23 листопада 2022)
  - DJI Mavic 3 Pro (25 квітня 2023)
- Cерія DJI Air(інші мови):
  - Mavic Air (12 січня 2018)
  - Mavic Air 2 (9 квітня 2020)
  - DJI Air 2S (1 лютого 2021)
  - DJI Air 3 (25 липня 2023)
  - DJI Air 3S (11 жовтня 2024)
- Cерія DJI Mini(інші мови):
  - Mavic Mini (21 жовтня 2019)
  - DJI Mini 2 (16 жовтня 2020)
  - DJI Mini SE (29 червня 2021)
  - DJI Mini 3 Pro (18 березня 2022)
  - DJI Mini 3 (16 листопада 2022)
  - DJI Mini 2 SE (6 лютого 2023)
  - DJI Mini 4 Pro (25 серпня 2023)
- Cерія DJI Avata:
  - DJI Avata (25 серпня 2022)
  - Avata 2 (11 квітня 2024)
- Cерія DJI Inspire:
  - Inspire 1 V1.0 (13 листопада 2014)
  - Inspire 1 Raw
  - Inspire 1 Pro
  - Inspire 1 V2.0
  - Inspire 2 (16 листопада 2016)
  - DJI Inspire 3 (13 квітня 2023)
- Cерія DJI Agras:
  - Agras MG-1 (27 листопада 2015)
  - Agras MG-1S & MG-1P (28 березня 2017)
  - Agras T16 (25 вересня 2019)
  - Agras T20 (13 листопада 2020)
  - Agras T25 (25 квітня 2024)
  - Agras T50 (25 квітня 2024)
- Cерія DJI Matrice:
  - DJI Matrice 100 (8 червня 2015)
  - Matrice 600 (17 квітня 2016)
  - Matrice 600 Pro (10 листопада 2016)
  - Matrice 200 Series (26 лютого 2017)
  - Matrice 200 Series V2 (21 лютого 2019)
  - Matrice 300 RTK (7 травня 2020)
  - DJI Matrice 30 (21 березня 2022)
  - Matrice 350 RTK (18 травня 2023)
- Інші:
  - Spark (16 травня 2017)
  - DJI FPV (2 березня 2021)
  - DJI Neo (5 вересня 2024)

FPV-окуляри та контролери
- DJI Goggles (23 квітня 2017)
- DJI Goggles Racing Edition (RE) (22 листопада 2017)
- DJI Digital FPV Ecosystem (31 липня 2019)
- DJI Smart Controller (8 січня 2019)

Цифрова відеокамера та кріплення для її стабілізації
- Cерія DJI Osmo(інші мови):
  - Osmo (8 жовтня 2015)
  - Osmo RAW (17 квітня 2016)
  - Osmo Mobile 2 (7 січня 2018)
  - Osmo Pocket (29 листопада 2018)
  - Osmo Action (15 травня 2019)
  - Osmo Mobile 3 (13 серпня 2019)
  - DJI Pocket 2 (20 жовтня 2020)
  - Osmo Action 3 (14 вересня 2022)
  - Osmo Mobile 6 (22 вересня 2022)
  - Osmo Action 4 (2 серпня 2023)
  - Osmo Pocket 3 (25 жовтня 2023)
- Cерія DJI Ronin(інші мови):
  - Ronin (25 червня 2014)
  - Ronin-M (13 квітня 2015)
  - Ronin 2 (23 квітня 2017)
  - Ronin-S (7 січня 2018)
  - Ronin-SC (7 липня 2019)
  - Ronin 4D with Zenmuse X9-8K and Zenmuse X9-6K Combos (20 жовтня 2021)
  - Ronin 4D Flex (7 березня 2023)
  - Ronin 4D-8K (14 грудня 2023)
- Серія DJI Zenmuse
  - Zenmuse Z15 Camera Gimbal (26 липня 2012)
  - DJI Zenmuse Z15-GH3 3-axis Gimbal (13 вересня 2013)
  - Zenmuse Z15-5D 3-axis Gimbal (22 листопада 2013)
  - Zenmuse H3-3D for Drones (24 березня 2014)
  - Zenmuse Z15-BMPCC (9 травня 2014)
  - Zenmuse Z15-GH4 (HD) (16 липня 2014)
  - Zenmuse Z15-5D III (HD) (18 вересня 2014)
  - 3-axis gimbal for Sony A7 cameras (7 січня 2015)
  - H4-3D gimbal (19 січня 2015)
  - Zenmuse X5 & X5R (11 вересня 2015)
  - Zenmuse XT (10 грудня 2015)
  - Zenmuse Z3 (14 липня 2016)
  - Zenmuse Z30 (24 жовтня 2016)
  - Zenmuse X4S (16 листопада 2016)
  - Zenmuse X5S (16 листопада 2016)
  - Zenmuse X7 (11 жовтня 2017)
  - Zenmuse XT2 (28 березня 2018)
  - Zenmuse XT S (Thermal imaging camera for enterprise) (30 грудня 2019)
  - Zenmuse H20 Series (7 травня 2020)
  - DJI Zenmuse L1 (14 жовтня 2020)
  - DJI Zenmuse P1 (14 жовтня 2020)
  - DJI Zenmuse H20N (21 березня 2022)
  - DJI Zenmuse L2 (10 жовтня 2023)
  - Zenmuse H30T & H30 (16 травня 2024)

- DJI Phantom
- DJI Mavic Pro
- DJI Inspire
- DJI Inspire 2
- DJI FPV
- DJI Spark
- DJI Osmo
- DJI Osmo Mobile
- DJI Mavic Air
- DJI Mavic Air 2
- DJI Mavic Air 2S
- DJI Mavic 2 Pro
- DJI Mavic 2 Zoom
- DJI Mavic 2 Enterprise
- DJI Mavic 2 Enterprise Dual
- DJI Mavic 2 Enterprise Advance
- DJI Osmo Action
- DJI Action 2, DJI Action 3
- DJI Osmo Pocket, DJI Pocket 2
- DJI Ryze Tello
- DJI Ronin
- DJI Agras
- DJI Mavic Mini
- DJI Mini 2 (Mavic Mini 2)
- DJI Mini SE (Mavic Mini SE)
- DJI Mavic 3
- DJI Mavic 3 Cine
- DJI Mavic 3 Classic
- DJI Mavic 3 Thermal
- DJI Mavic 3 Multispectral
- DJI Mini 3
- DJI Mini 3 Pro
- DJI Avata
- DJI Matrice
- DJI Matrice 4T[17]
- DJI Matrice 4E

## Галерея

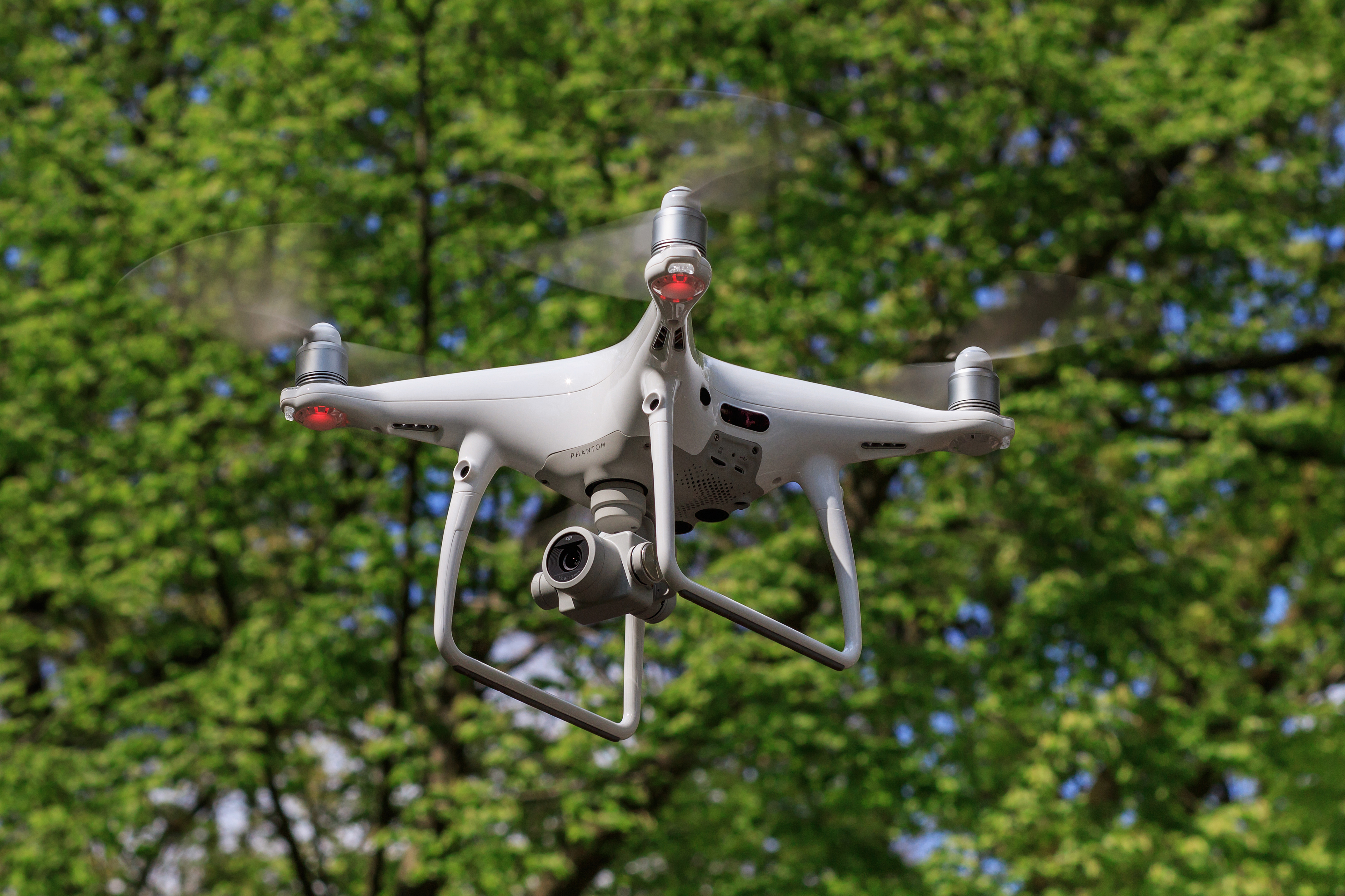
DJI Phantom 4
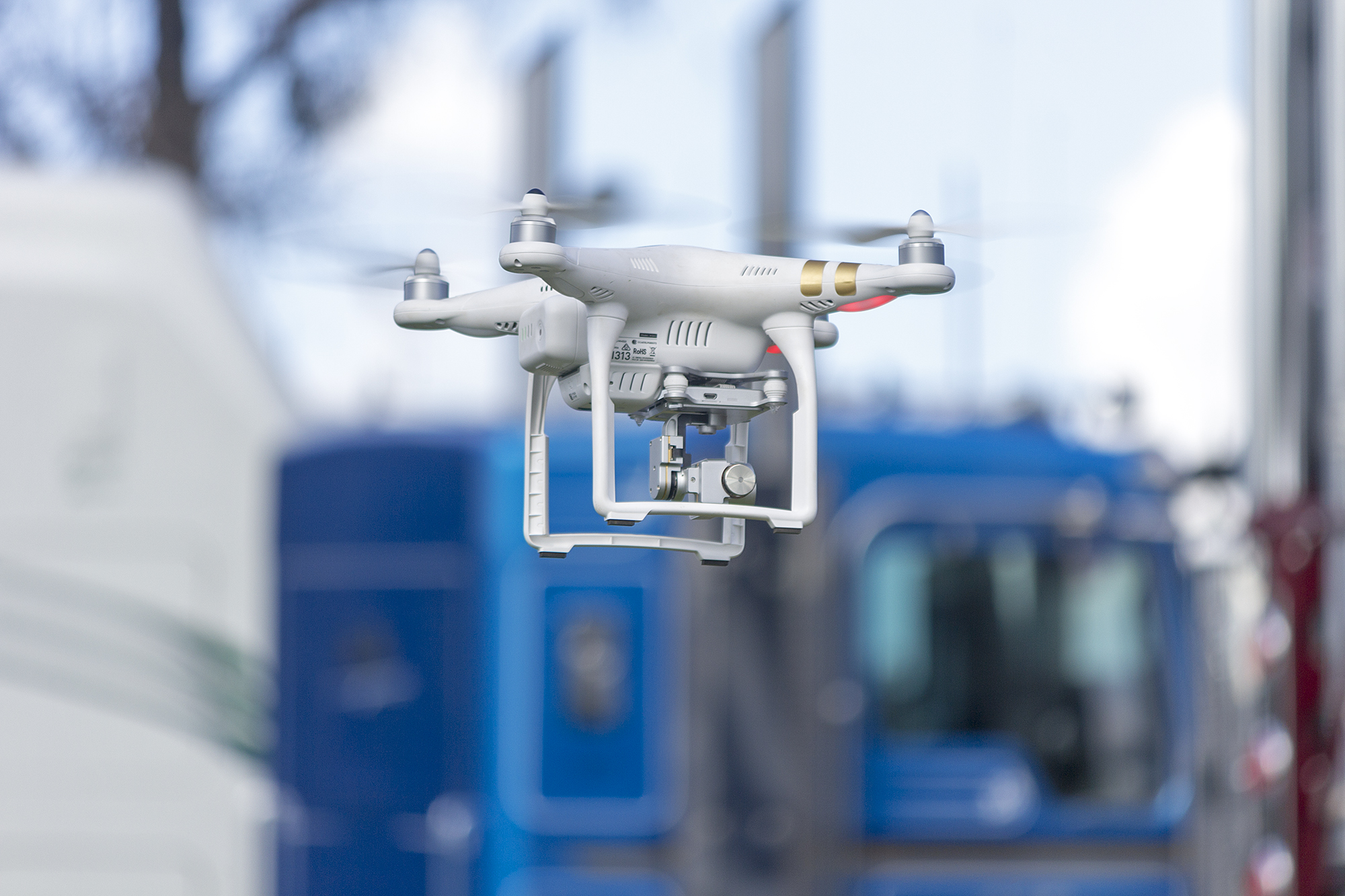
DJI Phantom 3
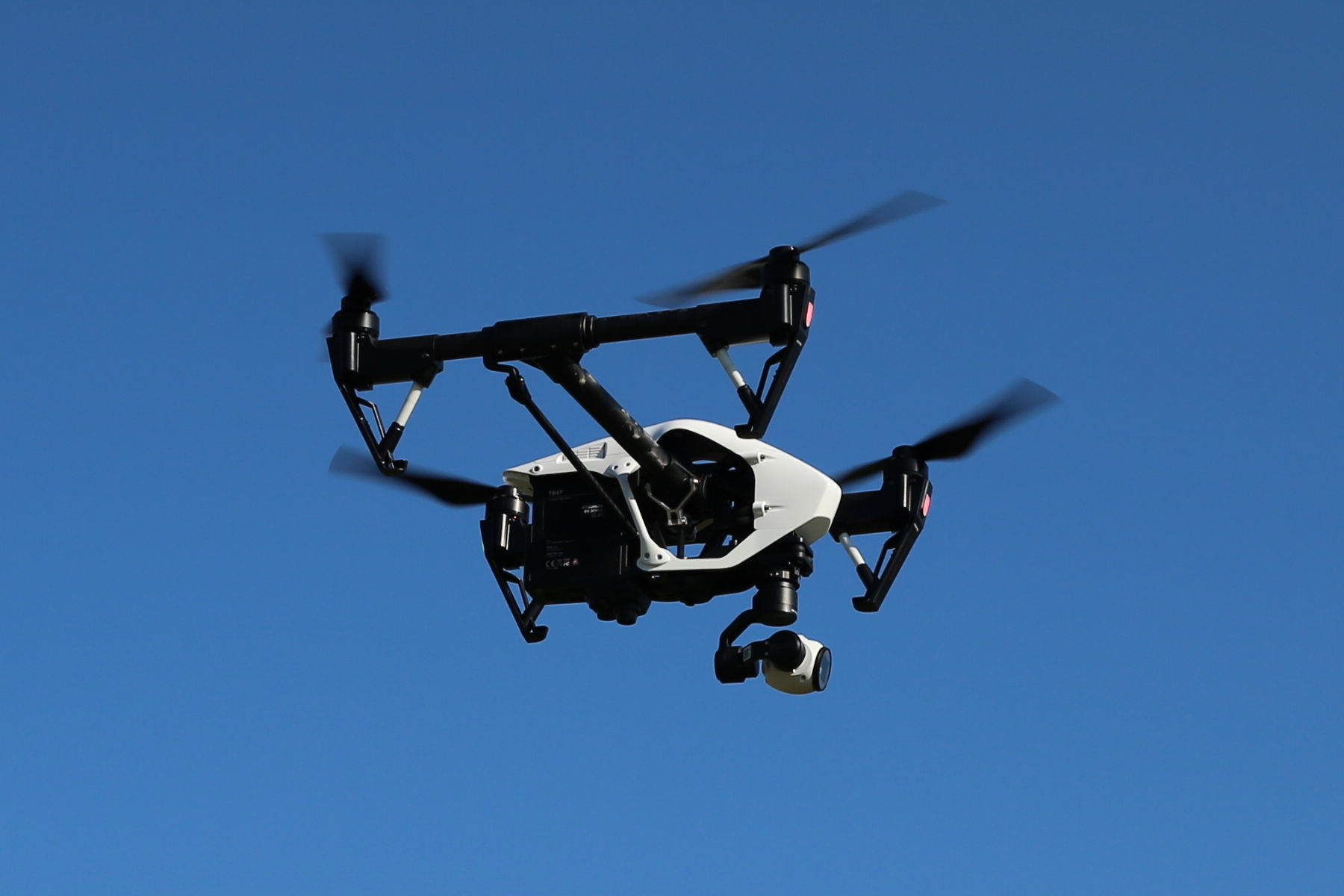
DJI Inspire